# Иосиф Фридрих Саксен-Гильдбурггаузенский
Йозеф Мария Фридрих Вильгельм Холландинус Саксен-Гильдбурггаузенский (нем. Joseph Maria Friedrich Wilhelm Hollandinus von Sachsen-Hildburghausen; 8 октября 1702, Хильдбургхаузен — 14 января 1787, Хильдбургхаузен) — принц и регент герцогства Саксен-Гильдбурггаузен, существовавшего в 1680—1826 годах на юге нынешней Тюрингии, имперский фельдмаршал (12.4.1741), участник Семилетней войны, меценат.

## Биография
Младший из пяти детей герцога Эрнста Саксен-Гильдбурггаузенского и его супруги Софии Генриетты, дочери фельдмаршала Георга Фридриха фон Вальдека. Как младшему сыну, ему была суждена военная карьера, которую он и начал в возрасте 16 лет в 1719 году в австрийской армии, став в том же году сразу штабс-капитаном благодаря родственным связям.
Боевое крещение в войне на Сицилии (1717—1720).
Переход в католицизм в 1728 году — необходимое условие карьеры в Австрии.
В 1730 году, повышаясь в чинах, уже полковник, а с 1732 года — владелец собственного полка, носившего его имя.
С началом войны за польское наследство (1733—1735) — генерал-фельдвахмистр (чин равен современному генерал-майору) (20.4.1734), принял участие в боевых действиях в Северной Италии.
Отличившись в сражении при Парме, становится фельдмаршал-лейтенантом (30.4.1735). Со времени этого сражения и до конца жизни имел, благодаря сохранившимся следам чёрного пороха, тёмную кожу на лице. Войну заканчивает генерал-фельдцейхмейстером (25.9.1736).
Уже год спустя участвует в боевых действиях против турок в ходе Русско-австро-турецкой войны в качестве командира корпуса. Отличается во многих сражениях, однако терпит неудачу при осаде города Баня-Лука в 1737 году. Участвовал в неудачной битве при Гроцке (1739).
В 1739 году награждён орденом Золотого руна, а 11.6.1739 занял должность рейхсгенерал-фельдцехмейстера в Имперской армии.
Во время Войны за австрийское наследство (1740—1748) занимает важные посты в тыловой военной администрации, отвечая за формирование новых полков, военную границу, снабжение армии. В 1741 году производится в фельдмаршалы, а в 1749 году, по окончании войны, уходит в отставку и до начала Семилетней войны проживает в Вене как частное лицо.
С началом Семилетней войны назначается Главнокомандующим имперской армией, призванной действовать совместно с французами в Саксонии. 5 ноября 1757 года соединённые франко-имперские войска наголову разбиты Фридрихом в битве при Росбахе. В отличие от своего французского коллеги, принца де Субиза, принимает личную ответственность за поражение и слагает с себя верховное командование. С этого времени не имеет больше никаких дел с армией, однако незадолго перед смертью производится в рейхсгенерал-фельдмаршалы.
Был близок австрийскому императорскому дому, женат на одной из богатейших женщин тогдашней Европы, принцессе Анне Виктории Савойской, единственной наследнице огромного состояния дома Принцев Савойских, бывшей старше его на 20 лет. Несмотря на щедрые подарки новобрачной, брак, заключённый в 1738 году, в конце концов распался. После развода в 1752 году принцу пришлось избавляться и от некоторых подарков, к примеру, от дворца Шлосс Хоф, который он больше был не в состоянии содержать. Желая заинтересовать в покупке дворца императрицу Марию Терезию, принц, по преданию, организовал во дворце одно из самых роскошных празднеств, которые когда-либо видели в Австрии.
В 1769 году был назначен Иосифом II управителем своего родного герцогства для предотвращения его банкротства. Позднее, в 1780 году, герцог Эрнст Фридрих III, наделавший долгов, был окончательно объявлен недееспособным, и принц возглавил герцогство в качестве принца-регента. Между тем, он и сам имел славу расточителя, в частности, был щедрым меценатом. В качестве мецената и любителя искусства поддерживал отношения с известными музыкантами и писателями своего времени, Гёте бывал у него в гостях.